# Brega
Brega, cũng được gọi là Mersa Brega hay Marsa el-Brega (tiếng Ả Rập: مرسى البريقة Marsā al Burayqah), là một thành phố (theo phân loại của Libya) của Libya nằm ở Vịnh Sirte, sát với điểm cực nam của Địa Trung Hải. Thành phố vốn thuộc quận Ajdabiya, nhưng vào năm 2007 đã được sáp nhập vào quận Al Wahat.

## Kinh tế
Thành phố có một nhà máy lọc dầu trực thuộc và chịu sự điều hành của Công ty dầu khí Sirte, là một công ty con của Tổng công ty Dầu khí Quốc gia (NOC). Trong những năm 1960 và 1970, nhà máy hoạt động và có quan hệ đối tác với công ty dầu quốc tế Esso. Vào đầu những năm 80, Esso đã rời đi, tòa quyền kiểm soát thuộc về Công ty Dầu Sirte.
Marsa Brega là điểm khởi đầu của đường ống dẫn khí dài 670 km (420 dặm) Marsa El Brega-Khoms Intisar.
Sân bay Marsa Brega có các chuyến bay hàng ngày tới Tripoli.